# Tenguinka
Tenguinka - Тенгинка (rus) - és un poble del krai de Krasnodar, a Rússia. Es troba als vessants del Caucas occidental, a la vora esquerra del riu Xapsukho, a 34 km al nord-oest de Tuapsé i a 81 km al sud de Krasnodar.
Pertany a aquest municipi el poble de Lérmontovo.